# 里德鎮區 (北達科他州亞當斯縣)
里德鎮區（英語：Reeder Township）是位於美國北達科他州亞當斯縣的一個鎮區。

## 地方資料
里德鎮區的面積為91.24平方千米，當中陸地面積為90.82平方千米，而水域面積為0.42平方千米。根據2010年美國人口普查的數據，當地共有人口39人，而人口密度為每平方千米0.43人。